# Gallions Reach (Docklands Light Railway)
Gallions Reach è una stazione della Docklands Light Railway (DLR) nelle Docklands ad est di Londra e serve il Gallions Reach Retail Park.
La stazione si trova sulla diramazione della DLR di Beckton, tra le stazioni di Cyprus e di Beckton nella Travelcard Zone 3.
È la stazione più orientale della DLR.